# Кампасо (Торино)
Кампасо је насеље у Италији у округу Торино, региону Пијемонт.
Према процени из 2011. у насељу је живело 46 становника. Насеље се налази на надморској висини од 228 м.